# Ollie Watkins
Oliver George Arthur Watkins (*30. prosince 1995 Newton Abbot) je anglický profesionální fotbalista, který hraje na pozici útočníka v anglickém klubu Aston Villa FC a v anglickém národním týmu.

## Klubová kariéra

### Exeter City
Watkins se připojil k akademii Exeteru City na úrovni do 11 let. V dubnu 2014 podepsal dvouletou profesionální smlouvu. Debutoval, když v 77. minutě utkání proti Hartlepoolu United vystřídal Aarona Dawsona.[zdroj⁠?!] Svůj první seniorský gól vstřelil ve druhém kole EFL Trophy při porážce proti Coventry City 7. října 2014.

#### Weston-super-Mare (hostování)
Dne 8. prosince 2014 se Watkins a jeho spoluhráč z Exeteru City Matt Jay připojili ke klubu Weston-super-Mare na hostovaní do konce sezóny.

#### Návrat do Exeteru City
Na hřišti se poprvé po návratu objevil na konci října 2015. V základní sestavě se poprvé objevil v utkání proti Plymouth Argyle 6. prosince a svůj první gól vstřelil ve druhém kole FA Cupu při vítězství nad Port Vale FC. V březnu v šesti utkáních vstřelil čtyři góly a získal ocenění pro Mladého hráče měsíce a pro Hráče měsíce podle fanoušků. Watkins dokončil sezónu 2015/16 s 10 góly ve 22 utkáních.
Watkins vstřelil svůj první hattrick v kariéře při vítězstvím 4:1 nad Newportem County 31. prosince 2016, jeho dva góly a pět asistencí v lednu 2017 mu pomohly k zisku ocenění Hráč měsíce EFL League Two. 9. dubna byl za své výkony během sezóny oceněn cenou Mladý hráč roku EFL.

### Brentford
Dne 18. července 2017 Watkins přestoupil do druholigového klubu Brentford FC za 1,8 miliónů liber. Podepsal smlouvu na 4 roky. 8. srpna 2017 vstřelil svůj první soutěžní gól v klubu při výhře 3:1 po prodloužení v prvním kole EFL Cupu proti Wimbledonu.
Dne 9. srpna 2019 Watkins podepsal novou čtyřletou smlouvu s možností prodloužení o jeden rok.
Watkins zaznamenal svůj první hattrick v klub 29. září 2019 v ligovém zápase proti Barnsley při vítězstvím 3:1. Watkins během sezóny 2019/20 nastoupil ve všech soutěžích k 50 zápasům a vstřelil 26 gólů.

### Aston Villa
Dne 9. září se Watkins připojil k Aston Ville, hrající Premier League, za poplatek za přestup ve výši 28 milionů liber. Podepsal smlouvu na 5 let. Dne 15. září 2020 Watkins debutoval v Aston Villa a skóroval při vítězství 3:1 v EFL Cupu proti Burtonu Albion. V Premier League debutoval 21. září 2020 domácím vítězstvím 1:0 proti Sheffieldu United.
Dne 4. října 2020 Watkins vstřelil své první góly v Premier League, když proti obhájcům titulu, Liverpoolu, skóroval levou nohou, pravou nohou a následně hlavičkou a dostáhl tak "dokonalého hattricku" při domácím vítězství 7:2. Byla to nejvyšší porážka Liverpoolu za 57 let a bylo to vůbec poprvé v historii Premier League, kdy úřadující mistr inkasoval 7 gólů v jednom zápase. Za první sezonu v Aston Ville vstřelil celkem 16 gólů, ke kterým si připsal 5 asistencí. V následující sezóně (2021/2022), kde nastoupil pouze do zápasů Premier League vstřelil 11 gólů a připsal si 2 asistence. V sezoně 2022/2023 vstřelil ve všech soutěžích 15 gólů a asistoval u šesti. Zatím jeho poslední sezóna (2023/2024) byla jeho nejlepší za Aston Villu, vstřelil v ní 19 gólů a asistoval u 13, čímž se stal Premier League Playemakerem.

## Reprezentační kariéra
Dne 18. března 2021 byl Watkins poprvé povolán do anglické reprezentace Garethem Southgatem pro kvalifikační zápasy na Mistrovství světa 2022 proti San Marinu, Albánii a Polsku. 25. března 2021 Watkins debutoval v týmu, když nastoupil do druhého poločasu utkání se San Marinem. Následně vstřelil svůj první reprezentační gól svojí první střelou na bránu v reprezentačním dresu. Do velkého turnaje nastoupil poprvé 20. června 2024, kde v 69.minutě střídal proti Dánsku v druhém zápasu skupiny Eura 2024. Na Euru 2024 si zahrál také v semifinále proti Nizozemsku, kde vstřelil vítězný gól v 90. minutě. Zahrál si také posledních 30 minut finále proti Španělsku, které Anglie prohrála.

## Statistiky

### Klubové
K 15. červenci 2024
| Klub                      | Sezóna  | Liga             | Liga   | Liga | FA Cup | FA Cup | EFL Cup | EFL Cup | Ostatní | Ostatní | Celkem | Celkem |
| Klub                      | Sezóna  | Liga             | Zápasy | Góly | Zápasy | Góly   | Zápasy  | Góly    | Zápasy  | Góly    | Zápasy | Góly   |
| ------------------------- | ------- | ---------------- | ------ | ---- | ------ | ------ | ------- | ------- | ------- | ------- | ------ | ------ |
| Exeter City               | 2013/14 | League Two       | 1      | 0    | 0      | 0      | 0       | 0       | 0       | 0       | 1      | 0      |
| Exeter City               | 2014/15 | League Two       | 2      | 0    | 0      | 0      | 0       | 0       | 1       | 1       | 3      | 1      |
| Exeter City               | 2015/16 | League Two       | 20     | 8    | 1      | 1      | 0       | 0       | 0       | 0       | 21     | 9      |
| Exeter City               | 2016/17 | League Two       | 48     | 15   | 0      | 0      | 1       | 0       | 0       | 0       | 50     | 16     |
| Exeter City               | Celkem  | Celkem           | 71     | 23   | 1      | 1      | 1       | 0       | 1       | 1       | 75     | 26     |
| Weston-super-Mare (host.) | 2014/15 | Conference South | 10     | 10   | 0      | 0      | 0       | 0       | 1       | 0       | 11     | 10     |
| Brentford                 | 2017/18 | Championship     | 45     | 10   | 1      | 0      | 2       | 1       | 0       | 0       | 48     | 11     |
| Brentford                 | 2018/19 | Championship     | 41     | 10   | 3      | 2      | 1       | 0       | 0       | 0       | 45     | 12     |
| Brentford                 | 2019/20 | Championship     | 49     | 26   | 0      | 0      | 1       | 0       | 0       | 0       | 50     | 26     |
| Brentford                 | Celkem  | Celkem           | 145    | 56   | 4      | 2      | 4       | 1       | 1       | 0       | 154    | 59     |
| Aston Villa               | 2020/21 | Premier League   | 37     | 14   | 0      | 0      | 3       | 2       | 0       | 0       | 40     | 16     |
| Aston Villa               | 2021/22 | Premier League   | 35     | 11   | 1      | 0      | 0       | 0       | 0       | 0       | 36     | 11     |
| Aston Villa               | 2022/23 | Premier League   | 37     | 15   | 1      | 0      | 2       | 1       | 0       | 0       | 40     | 16     |
| Aston Villa               | 2023/24 | Premier League   | 37     | 19   | 3      | 0      | 1       | 0       | 12      | 8       | 53     | 27     |
| Aston Villa               | Celkem  | Celkem           | 146    | 59   | 5      | 0      | 6       | 3       | 12      | 8       | 169    | 70     |
| Celkem                    | Celkem  | Celkem           | 362    | 138  | 10     | 3      | 11      | 4       | 14      | 9       | 398    | 155    |

### Reprezentační
K 15. červenci 2024
| Anglie | Anglie | Anglie |
| Rok    | Zápasy | Góly   |
| ------ | ------ | ------ |
| 2021   | 2      | 1      |
| 2022   | 5      | 1      |
| 2023   | 2      | 0      |
| 2024   | 6      | 1      |
| Celkem | 15     | 3      |

#### Reprezentační góly
K 15. červenci 2024. Skóre a výsledky Anglie jsou vždy zapisovány jako první
| Gól | Datum             | Místo                                | Zápas | Soupeř            | Skóre | Výsledek | Soutěž                                |
| --- | ----------------- | ------------------------------------ | ----- | ----------------- | ----- | -------- | ------------------------------------- |
| 1.  | 25. března 2021   | Stadion Wembley, Londýn, Anglie      | 1.    | San Marino        | 5:0   | 5:0      | Kvalifikace na Mistrovství světa 2022 |
| 2.  | 29. března 2022   | Stadion Wambley, Londýn, Anglie      | 7.    | Pobřeží slonoviny | 1:0   | 3:0      | Přátelské zápasy mezistátní           |
| 3.  | 13. října 2023    | Stadion Wambley, Londýn, Anglie      | 8.    | Austrálie         | 1:0   | 1:0      | Přátelské zápasy mezistátní           |
| 4.  | 10. července 2024 | Signal Iduna Park, Dortmund, Německo | 14.   | Nizozemsko        | 2:1   | 2:1      | Euro 2024                             |

## Ocenění
- Stříbrná medaile Euro 2024

### Individuální
- Mladý hráč roku EFL League Two: 2016/17
- Hráč měsíce EFL League Two: Leden 2017
- Hráč roku EFL Championship: 2019/20[25]